# Gamla elverket, Lund

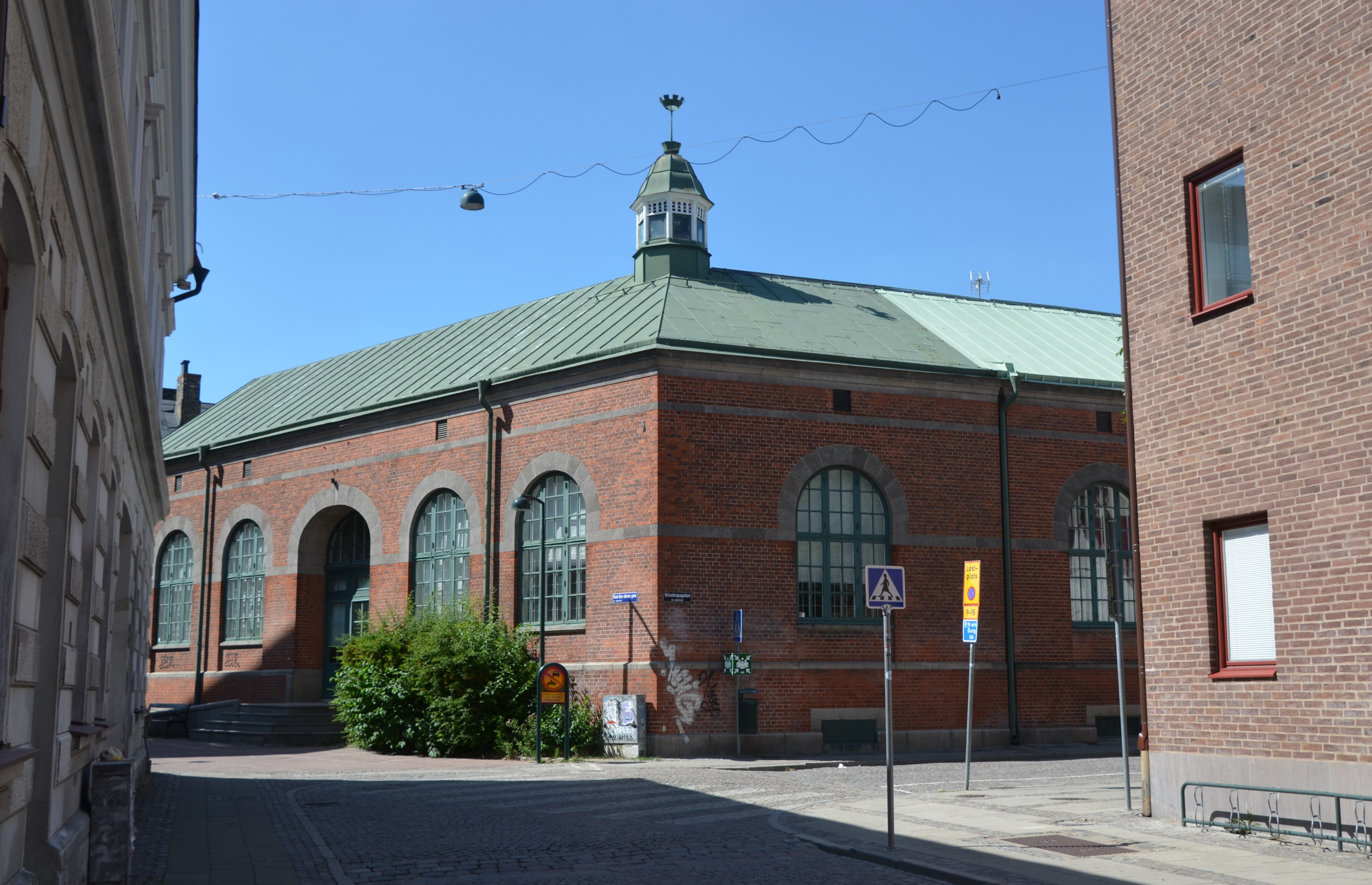
Gamla elverket mot Winstrupsgatan

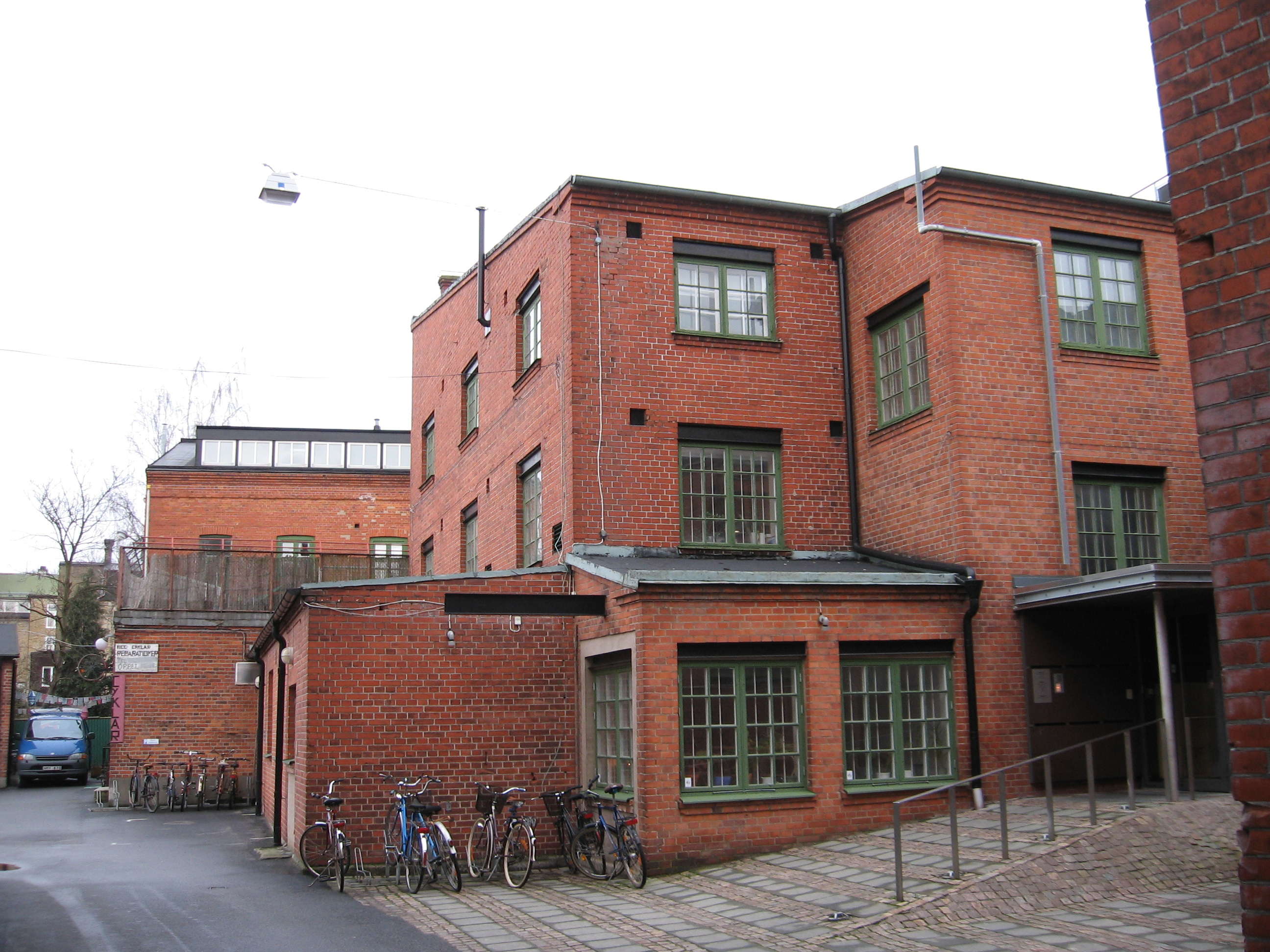
Gamla elverkets bakgård

Gamla elverket är en byggnad i kvarteret Gråbröder i centrala Lund.
Lunds elverk uppfördes 1907 på vid Winstrupsgatan efter ritningar av Knut Persson. År 1927 tillkom en tillbyggnad söder om den ursprungliga, ritad av John Anchert, vilken fick en utformning helt överensstämmande med den äldre delen. Byggnaden, som är inspirerad av amerikansk arkitektur, är uppförd i rött tegel på en sockel av släthuggen granit. Fasaderna är försedda med stora rundbågiga muröppningar och i takets hörnparti finns en lanternin.